# André Lamoglia

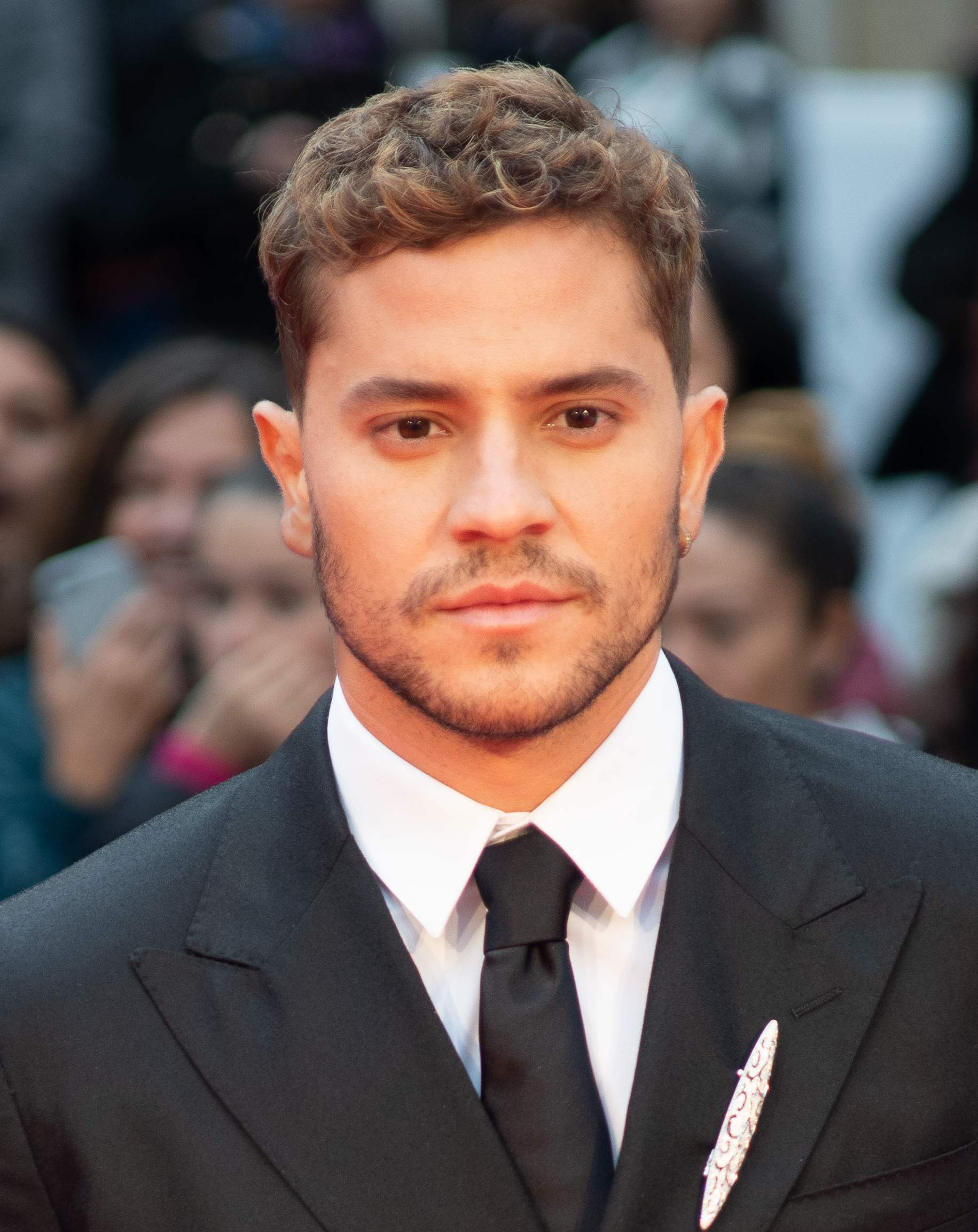
André Lamoglia, 2024

André Lamoglia (* 4. August 1997 in Rio de Janeiro als André Lamoglia Agra Gomes) ist ein brasilianischer Schauspieler.

## Leben und Karriere
Lamoglia wurde im August 1997 in Rio de Janeiro, Brasilien, geboren. Er wuchs zusammen mit seinem älteren Bruder Víctor Lamoglia auf. Dieser brachte ihn zur Schauspielerei. Er startete zunächst zusammen mit einem Freund einen YouTube-Kanal, der jedoch nicht erfolgreich war. 2015 spielte er an der Seite von Anna Rita Cerqueira in dem Theaterstück Cinderela.
Sein Schauspieldebüt gab Lamoglia als Tomáz Pachá 2016 in der Fernsehserie Segredos de Justiça. Anschließend erhielt er die Hauptrolle des Rafael Santos Moreira in der brasilianischen Disney-Channel-Fernsehserie Juacas. Diese spielte er von Juli 2017 bis August 2019 in zwei Staffeln. Die Serie brachte ihm eine Nominierung als bester Schauspieler bei den Meus Prêmios Nick-Awards ein. Anschließend war er in weiteren Fernsehserien zu sehen.
In der zweiten Staffel der argentinischen Telenovela BIA verkörpert er von März bis Juli 2020 die Rolle des Luan. Dieselbe Rolle übernahm er im darauffolgenden Jahr für die Spezialfolge Bia: Un mundo al revés.
Seit April 2022 ist Lamoglia in der spanischen Netflix-Serie Élite als Ivàn Carvalho zu sehen. Dieselbe Rolle übernahm er 2024 in der vierten Staffel der südafrikanischen Serie Blood & Water.

## Filmografie (Auswahl)
- 2017: Segredos de Justiça (Fernsehserie, 3 Episoden)
- 2017–2019: Juacas (Fernsehserie, 52 Episoden)
- 2019: Il Traditore – Als Kronzeuge gegen die Cosa Nostra
- 2019: Eu Sou Mais Eu
- 2020: BIA (Fernsehserie, 50 Episoden)
- 2021: Bia: Un mundo al revés (Fernsehspezial)
- 2022–2024: Élite (Fernsehserie, 36 Episoden)
- 2024: Blood & Water (Fernsehserie, 3 Episoden)